# Vladislav Pavlovici
Vladislav Pavlovici (n. 17 martie 1971, Moscova, RSFS Rusă, URSS) este un scrimer rus, medaliat olimpic. A participat la o ediție a Jocurilor Olimpice (1996) în care a câștigat o medalie de aur.

## Participări
Lista de mai jos prezintă principalele competiții la care a participat Vladislav Pavlovici de-a lungul carierei.
- fencing at the 1996 Summer Olympics – men's team foil[*]